# Petrikirche (Dortmund)

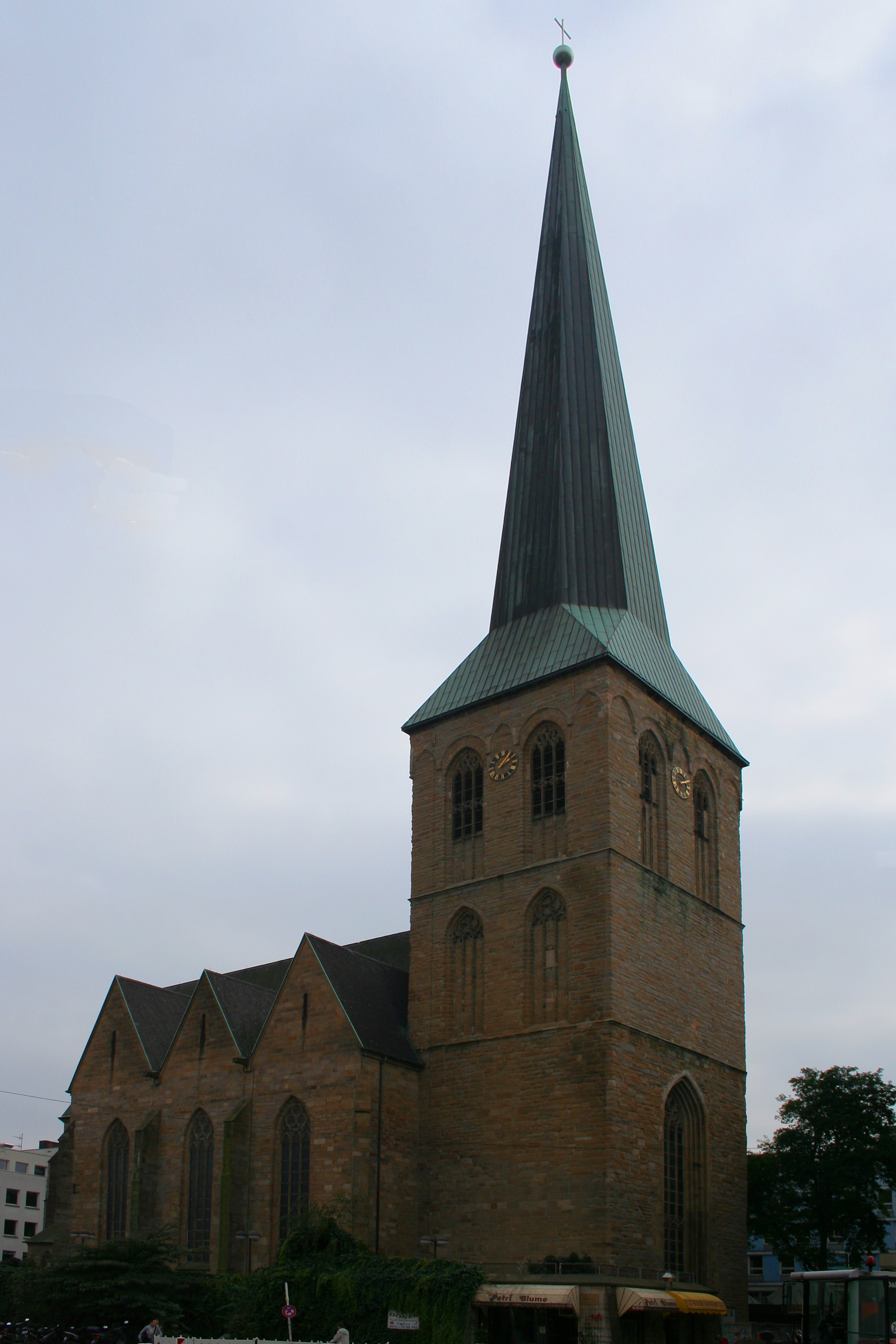
Dortmund, Petrikirche

Die evangelische St.-Petri-Kirche in Dortmund ist eine  westfälische Hallenkirche in hochgotischem Stil in der Dortmunder Innenstadt. Dem Idealtypus dieser Kirchenform nahekommend sind Mittelschiff und Seitenschiffe gleich hoch. Das Gebäude ist von fast quadratischem Grundriss mit vergleichsweise kurzem Chor. Der Sakralbau ist ein bedeutendes Beispiel für die besondere Formgebung der Hallenkirchen in Westfalen.

## Geschichte

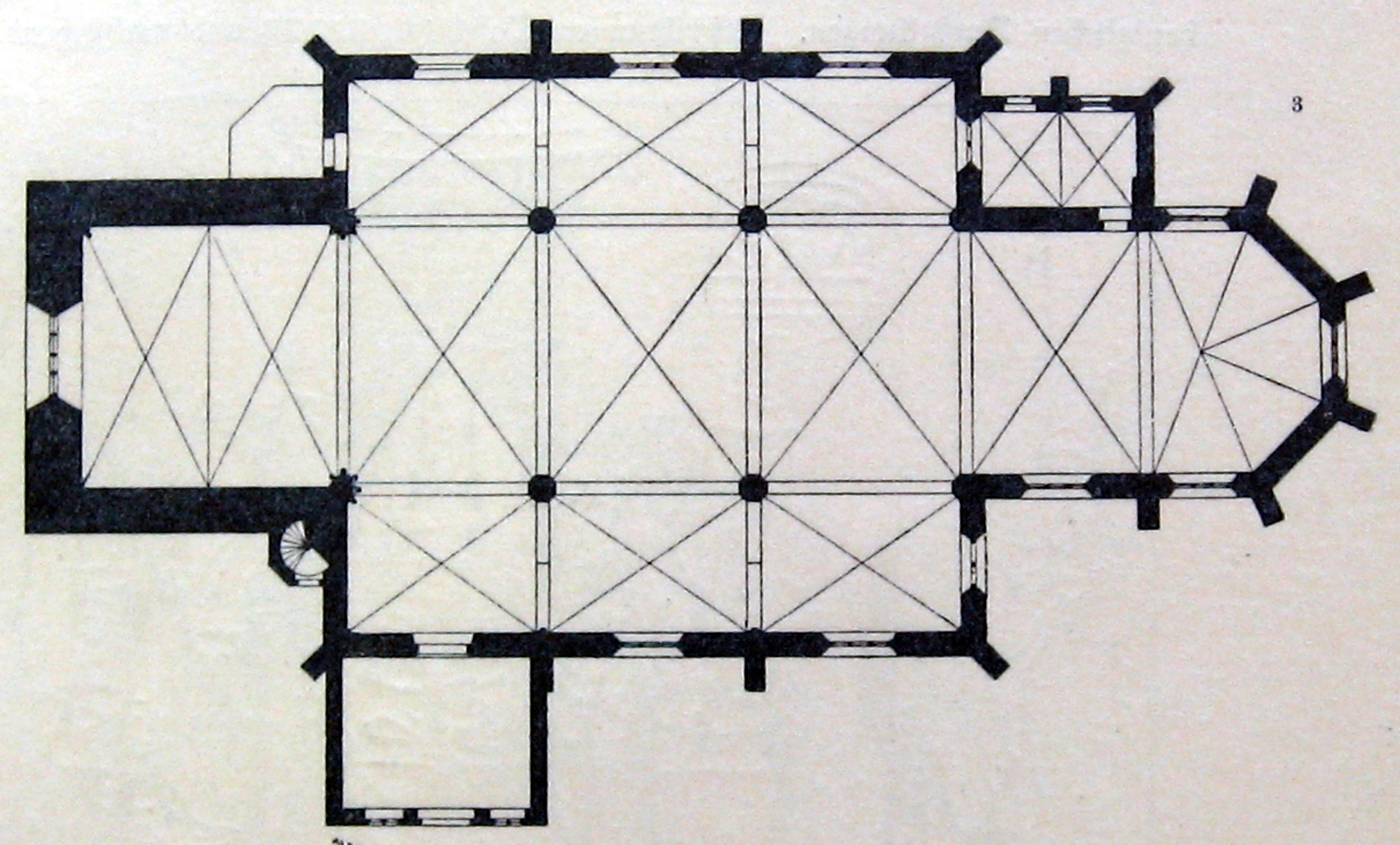
Der Grundriss der Petrikirche von 1894 verdeutlicht das quadratische Langhaus

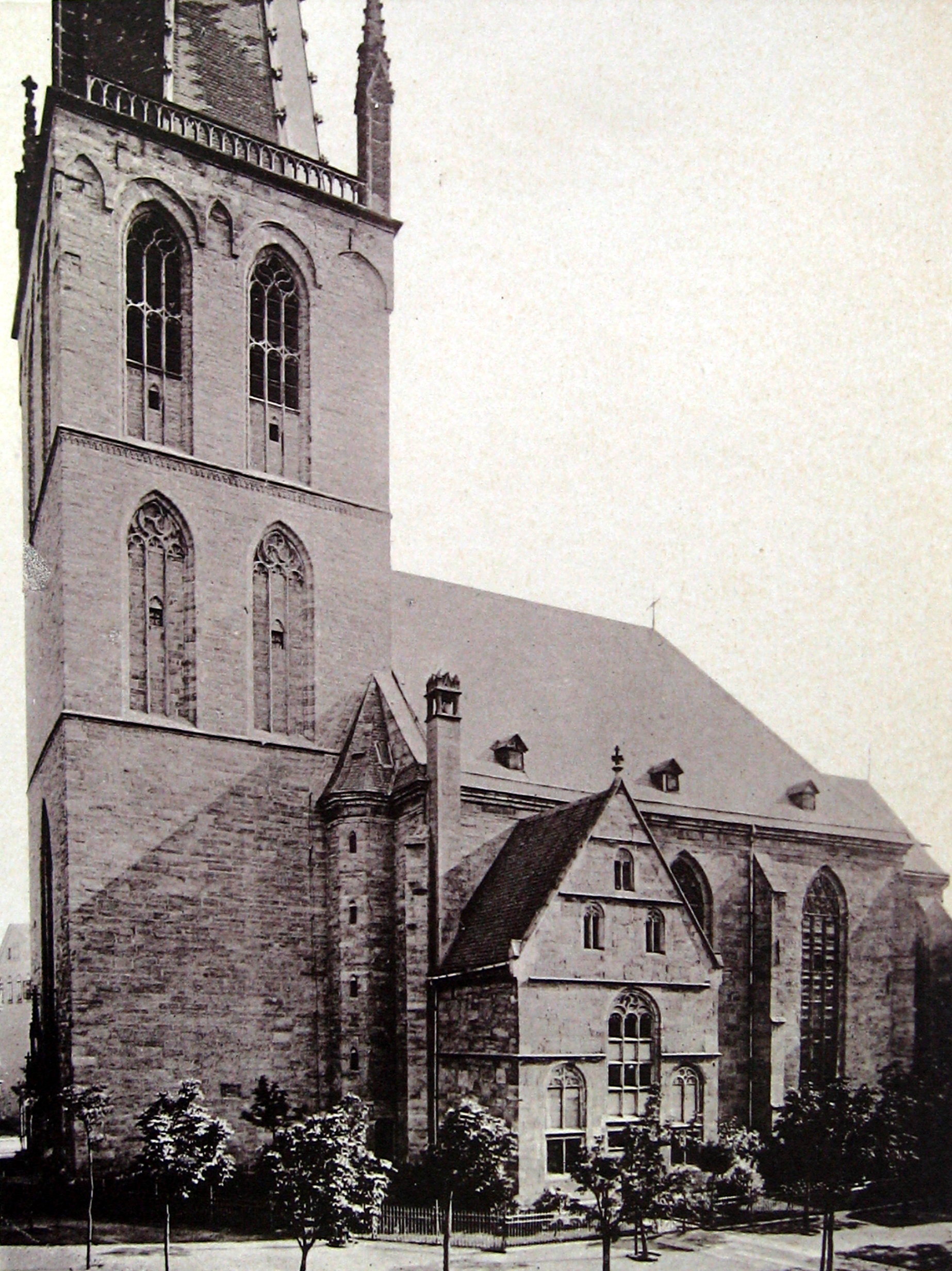
Petrikirche 1894 mit Satteldach über alle drei Schiffe

Die Petrikirche ist, neben der evangelischen Reinoldikirche und der evangelischen Marienkirche, ein weiteres mittelalterliches Gotteshaus unmittelbar am Westenhellweg in der Innenstadt Dortmunds. Der Bau der dreijochigen gotischen Hallenkirche wurde 1322 begonnen und ist in hellem Sandstein ausgeführt. Mit dem Turmbau wurde 1396 begonnen, der 1469 bis zur Uhr vollendet wurde; erst 1523 wurde der Turmhelm errichtet. Nach der Zerstörung 1752 erfolgte 1759 ein Wiederaufbau, der barock-klassizistische Kennzeichen einbezog. Nach der Zerstörung im Zweiten Weltkrieg am 23. Mai 1943 orientierte sich der Wiederaufbau 1954–1966 in seiner heutigen Gestalt an der ursprünglichen, mittelalterlichen Form von Quersatteldächern über den Seitenschiffen, die dem Betrachter eine Reihe kleiner Spitzgiebel präsentiert.
Auffällig ist der überhoch wirkende Turmhelm, der nach einem Einsturz 1752 lange Zeit nicht mehr in dieser Form zu sehen war und erst nach den Zerstörungen des Zweiten Weltkriegs am 17. November 1981 in seiner historischen Höhe erneuert wurde. Er ist in diesen Maßen Produkt eines alten Wettstreits um den höchsten Kirchturm in der Stadt zwischen Reinoldikirche und Petrikirche im 15. und 16. Jahrhundert. Der Turmhelm hat heute eine Gesamthöhe von etwa 60 Metern. Er besteht aus einer 15 Meter hohen Unterkonstruktion und einer 48 Meter hohen Turmspitze mit Weltkugel und Kreuz. Die gesamte Höhe der Petrikirche beträgt nach Wiederherstellung des Turmes 105 Meter.

## Ausstattung

### Altar
Im Inneren von St. Petri befindet sich das Goldene Wunder von Westfalen, ein prächtiger Schnitzaltar. Es handelt sich um einen spätgotischen Flügelaltar (Antwerpener Retabel) von 1521. Geschlossen zeigt der Altar die Anbetung der Eucharistie. Im ersten aufgeklappten Zustand sind 36 detaillierte Bilder zu sehen. Die Festtagsseite, im aufgeklappten Zustand, zeigt 30 Gefache mit vergoldeten Schnitzfiguren.

### Orgel

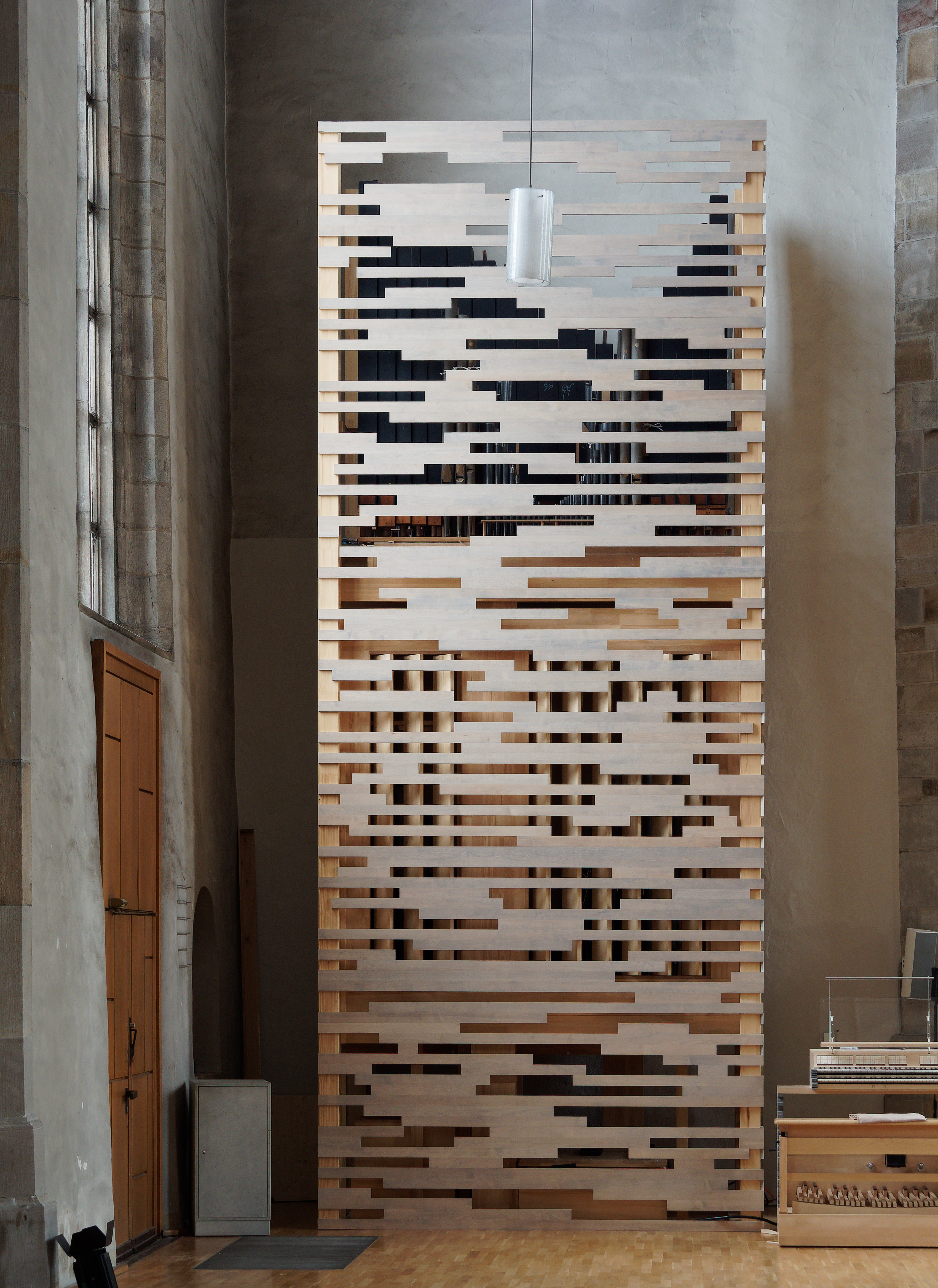
Die Orgel

Obwohl die kleine Nachkriegsorgel (17 Register auf 2 Manualen und Pedal) der Firma Walcker den Raum der Petrikirche musikalisch nie so recht füllen konnte, wurde erst Ende 2013 der Vertrag für eine neue Orgel unterzeichnet. Orgelbau Schulte wurde beauftragt, die 1868 von der englischen Firma Radcliff & Sagar für die Kirche St. Mary, Woodkirk, bei Leeds erbaute, und aufgrund der Kirchenschließung ausgelagerte romantische Orgel für das Dortmunder Gotteshaus umzubauen. Da die gesamte Technik, die Windanlage, die Windladen, das Gehäuse und der Spieltisch in der Kürtener Werkstatt gefertigt wurden, gleicht das Instrument nun eher einem Neubau, welcher am 6. September 2015 festlich eingeweiht wurde. Der schlichte, 7,5 Meter hohe Kubus mit einem Querschnitt von 3 × 2 Metern beherbergt 1.049 Pfeifen und polarisiert. Die Hülle aus grau lasierten Birkenholzbrettern lässt aber Einblicke in die Technik der Orgel zu. Der freistehende, fahrbare Spieltisch ist über ein LAN-Kabel mit der Orgel verbundenen. Die Steuerung übernimmt (nach dem Organisten) ein Castellan-System der Firma Sinua.
Disposition der Radcliff&Sager 1868 / Schulte 2015 Orgel:
| I Hauptwerk C–c4 |     |
| Bourdon          | 16′ |
| Open Diapason 0  | 08′ |
| Clarabella       | 08′ |
| Viola            | 08′ |
| Principal        | 04′ |
| Harmonic Flute   | 04′ |
| Octave           | 02′ |
| Mixture II       |     |
| Trumpet          | 16′ |
| Trumpet          | 08′ |

| II Schwellwerk C–c4 |     |
| Bourdon             | 16′ |
| Geigenprincipal 0   | 08′ |
| Rohrflute           | 08′ |
| Gambe               | 08′ |
| Vox Celestes        | 08′ |
| Gemshorn            | 04′ |
| Flautina            | 02′ |
| Horn                | 08′ |

| Pedal C–f1    |     |
| Bourdon       | 16′ |
| Bassflute     | 08′ |
| Oktave Bass 0 | 04′ |
| Trumpet       | 16′ |
| Trumpet       | 08′ |

- Koppeln:
  - Normalkoppeln: II/I, I/P, II/P
  - Oktavkoppeln: Super/Sub II/I, Super/Sub I/P, Super/Sub II/P
  - das Castellan-System erlaubt es dem Benutzer beliebige, eigene Koppeln zu erstellen

### Glocken
Das historische Geläut bestand aus vier Bronzeglocken (c′ 1710, es′ 1639, e′ 1497, ges′ 1639). Diese brauchten im Zweiten Weltkrieg nicht abgeliefert zu werden, wurden aber bei der Zerstörung der Kirche 1945 vernichtet. Das heutige Geläut besteht aus fünf Gussstahlglocken des Bochumer Vereins:
| Nr. | Bezeichnung   | Nominal | Gewicht  | Durchm.  | Gussjahr | Gießer                                     |
| --- | ------------- | ------- | -------- | -------- | -------- | ------------------------------------------ |
| 1   | Dreieinigkeit | b°-4    | 2.600 kg | 1.954 mm | 1963     | Bochumer Verein für Gussstahl- fabrikation |
| 2   | Christus      | c′-6    | 1.800 kg | 1.658 mm | 1963     | Bochumer Verein für Gussstahl- fabrikation |
| 3   | Lob und Dank  | es′-2   | 1.080 kg | 1.425 mm | 1963     | Bochumer Verein für Gussstahl- fabrikation |
| 4   | Frieden       | f′-3    | 720 kg   | 1.260 mm | 1963     | Bochumer Verein für Gussstahl- fabrikation |
| 5   | Petrus        | g′-2    | 580 kg   | 1.110 mm | 1963     | Bochumer Verein für Gussstahl- fabrikation |

Zum 1. Juli 2007 fusionierte die ehemals eigenständige St.-Petri-Gemeinde mit den Gemeinden Nicolai und Martin zur Evangelischen Kirchengemeinde St. Petri-Nicolai. Hintergrund der Fusion sind sinkende Gemeindemitgliederzahlen und damit verbunden sinkende Finanzmittel. Die neue evangelische Großgemeinde wird etwa 9000 Mitglieder haben.
Die Kirche ist zusammen mit dem nördlich vom Chor befindlichen historischem Brunnen als Baudenkmal in die Denkmalliste der Stadt Dortmund eingetragen.